# Achraf Abbasov
Pour les articles homonymes, voir Abbasov.

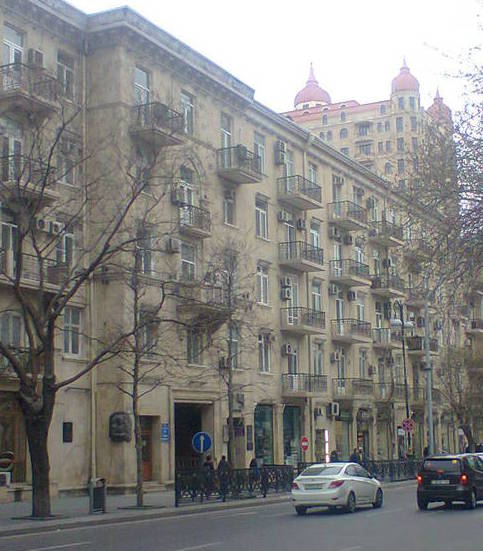

Achraf Abbasov (en azéri: Əşrəf Cəlal oğlu Abbasov ; né le 23 mars 1920 à Choucha et mort le 8 février 1992) est un compositeur azerbaïdjanais, Artiste du peuple de l'Azerbaïdjan.

## Parcours professionnel
Le compositeur Ashraf Abbasov est l'un des artistes célèbres qui ont grandement contribué au développement de la culture musicale azerbaïdjanaise. Il commence sa carrière en tant que joueur de tar dans les années 30 du siècle dernier, s’essaye à de nombreux genres de musique azerbaïdjanaise, travaille comme chercheur scientifique et éducateur. Il termine sa première éducation musicale et l'école secondaire de Choucha. Ashraf Abbasov, qui se spécialise en tar à l'école de musique, écrit également de petites pièces techniques pour tar. Uzeyir Hadjibeyov, qui venait souvent à Choucha, l’a invité à Bakou. 
La communication avec le fondateur de la musique professionnelle Uzeyir Hadjibeyov avait un grand impact sur la formation de la vision du monde et de la créativité d'Achraf Abbasov. 
Diplômé du Conservatoire d'État d'Azerbaïdjan en 1948, puis du Conservatoire d'État de Moscou, Achraf Abbasov reste fidèle aux traditions de la musique à Choucha et à ce qu'il avait appris d'Uzeyir Bey, et fait de son mieux pour enrichir la musique nationale. Les œuvres du compositeur qui se distinguent par la diversité des genres et leur originalité ont été acceptées par tous les théoriciens de la musique célèbres de l'époque.
Le grand compositeur D.Chostakovitch caractérise le Concertino pour instruments solo avec orchestre d'A.Abbasov comme une œuvre fraîche, brillante et talentueuse : « Apparemment, l'auteur n'a pas appelé cela Concerto  par modestie ».

## Œuvres
A.Abbasov accorde une attention particulière au genre des poèmes symphoniques. Choucha (1945), Le jour à venir (1952), Poème Dramatique (1962) écrits à différentes époques sont des œuvres de ce genre. Dans le poème symphonique Choucha, le compositeur reflétait les beautés de la terre natale, les sentiments fragiles causés par les souvenirs d'enfance. Dans le poème symphonique Le jour à venir, basé sur l’oeuvre de l'éminent écrivain azerbaïdjanais Mirza Ibrahimov, le compositeur a exprimé son attitude à l'égard du thème de la guerre et de la paix, créant une œuvre tendue et dynamique. Dans le Poème dramatique, l'atmosphère tumultueuse et contradictoire de l'ère moderne est caractérisée par des dessins originaux. Parallèlement à tout cela, Ashraf Abbasov crée trois suites symphoniques pour l'orchestre symphonique basées sur le ballet Tchernouchka. Toutes ces œuvres ont été interprétées par des chefs d'orchestre aussi éminents que Niyazi, Algis Juraitis, Stasevich, R. Abdullayev, et ont apporté une grande renommée à l'auteur. Achraf Abbasov  est l’auteur du premier ballet pour enfants en Azerbaïdjan. Le ballet Tchernouchka est considéré comme un succès créatif important du compositeur. Basé sur l'histoire du même nom de Suleyman Sani Akhundov il a été mis en scène en 1968 au Théâtre national d'opéra et de ballet d'Azerbaïdjan. Ce ballet est également la première grande pièce de théâtre écrite pour les enfants. Le compositeur, musicologue et pédagogue azerbaïdjanais Ashraf Abbasov est le visage du projet "Professeurs éminents du Karabakh" du Ministère de l'éducation.
A.Abbasov est également l'auteur de trois comédies musicales :
- Tu ne pourras pas être à moi (1963)
- Au sein des montagnes (1970)
- Ma vie, ma vie (1977)

A.Abbasov a créé de beaux exemples dans le domaine du vocal tels que les romances :
- Je suis enchanté (paroles de M.P. Vagif)
- O Fuzuli (paroles de M. Fuzuli)
- Chante, rossignol! (paroles de A. Chaïq)
- Victime de toi (paroles de M. Mushfig) et d'autres.

La chanson Viens, ma gazelle d’A.Abbasov est devenue très populaire, parfois présentée par nos chanteurs comme une chanson folklorique. 
A. Abbasov était le directeur du Collège de musique A.Zeynalli en 1947-48, et le recteur du Conservatoire en 1953-1957, chef du département de composition (1957-1972). Il a également été membre du conseil d'administration de l'Union des compositeurs d'Azerbaïdjan dès le premier congrès jusqu'à la fin de sa vie.